# Nico Pino
Nicolás "Nico" Pino (født 21. september 2004 i Santiago) er en chilensk racerkører, der i øjeblikket kører i Euroformula Open Championship for Drivex School. Han har tidligere konkurreret i Formel 4 South East Asia Championship, F4 British Championship og European Le Mans Series.